# Stare Czajki
Stare Czajki [pronunciación en polaco: /ˈstarɛ ˈt͡ʂai̯ki/] es un pueblo ubicado en el distrito administrativo de Gmina Świętajno, dentro del condado de Szczytno, voivodato de Varmia y Masuria, en el norte de Polonia.
Se encuentra aproximadamente a 7 kilómetros al sureste de Świętajno, a 20 kilómetros al este de Szczytno y a 59 kilómetros al sureste de la capital regional, Olsztyn.